# Rewind (1971-1984)
Rewind (1971-1984) er et opsamlingsalbum fra The Rolling Stones, og det blev udgivet i 1984. Det kom kun tre år efter Sucking in the Seventies, og albummet kom kun hovedsagelig på grund af bandet ville markere enden på deres sammenarbejde med EMI og Warner Music, i Nordamerika, der begge var distributører til Rolling Stones Records.
I juli, lige før Undercover blev udgivet, havde The Rolling Stones skrevet en multi- million dollar kontrakt med CBS Records, og det første album de skulle levere var til 1986. Det var også det første Rolling Stones album der indeholdt en sangtekst bog. 
For første gang siden Through the Past, Darkly (Big Hits Vol. 2), fra 1969, var der forskel på den engelske og den amerikanske udgave. 
Rewind (1971-1984) blev udgivet i sommeren 1984, men den var ikke lige så succesfuld som dens forgængere havde været. Den fik en 23. plads i England og en 86. plads USA, til trods for den solgte guld.   

## Spor
- Alle sangene er skrevet af Mick Jagger and Keith Richardsudtaget hvor andet er påført.

### Udgivelsen i England
1. "Brown Sugar" – 3:49
2. "Undercover of the Night" – 4:32
3. "Start Me Up" – 3:31
4. "Tumbling Dice" – 3:37
5. "It's Only Rock 'n' Roll (But I Like It) " – 5:07
6. "She's So Cold" – 4:11
7. "Miss You" – 4:48
8. "Beast of Burden " – 4:27
9. "Fool to Cry" – 5:06
10. "Waiting on a Friend" – 4:34
11. "Angie" – 4:31
12. "Respectable" – 3:07

### Udgivelsen i USA
1. "Miss You" – 4:48
2. "Brown Sugar" – 3:49
3. "Undercover of the Night" – 4:31
4. "Start Me Up" – 3:31
5. "Tumbling Dice" – 3:37
6. "Hang Fire" – 2:21
7. "It's Only Rock 'n' Roll (But I Like It)" – 5:07
8. "Emotional Rescue" – 5:40
9. "Beast of Burden" – 4:27
10. "Fool to Cry" – 5:05
11. "Waiting on a Friend" – 4:34
12. "Angie" – 4:31
13. "Doo Doo Doo Doo Doo (Heartbreaker)" – 3:25